# TT110
La tombe thébaine TT 110 est située à Cheikh Abd el-Gournah, dans la nécropole thébaine, sur la rive ouest du Nil, face à Louxor en Égypte.
C'est la sépulture de Djéhouti, échanson du Roi, héraut du Roi, qui a vécu sous les règnes d'Hatchepsout et de Thoutmôsis III.